# Mazocraes harengi
Mazocraes harengi är en plattmaskart. Mazocraes harengi ingår i släktet Mazocraes och familjen Mazocraeidae. Inga underarter finns listade i Catalogue of Life.